# 飛鳥井雅親
飛鳥井 雅親（あすかい まさちか）は、室町時代中期の公卿。飛鳥井雅世の長男。官位は正二位・権大納言。飛鳥井家8代当主。

## 経歴
正長元年（1428年） 、将軍足利義教が主催する幕府歌会に出仕して以来、内裏や将軍家の歌道師範として活躍。享徳元年（1452年）、父の跡を受けて飛鳥井家の当主となる。寛正6年（1465年）、後花園上皇から『新続古今和歌集』に続く勅撰集編纂の院宣を受けたが応仁の乱により中断、その間は近江国柏木に隠棲し、「柏木」を雅号とした。能書家としても知られ、書道飛鳥井流（栄雅流）の祖となる。文明5年（1473年）に出家。宗祇の歌の師にあたる。
家集に『亜槐集』、『筆のまよひ』、歌論書に『和歌道しるべ』『和学入学抄』『古今栄雅抄』などがある。

## 系譜
- 父：飛鳥井雅世（1390-1452）
- 母：不詳
- 妻：不詳
  - 男子：飛鳥井雅俊（1462-1523）
  - 男子：土岐益豊（民部大輔、土岐頼忠3世孫・則松治部少輔益世の養子）